# ازدواج صوتي
التقاء الصائتين أو الازدواج الصوتي في النطقيات يشير إلى وقوع صائتين منفصلين من حروف العلة في المقاطع المتجاورة بغير أي صامت بينهما. عندما يأتي صائتان معًا جزءًا من مقطع لفظي واحد تسمى النتيجة صائتًا مزدوجًا.